# Гонореја резистентна на антибиотике
Гонореја резистентна на антибиотике врста је полно преносиве болести код које бактерија Neisseria gonorrhoeae која узрокује ову болести показују антимикробну резистенцију или отпорност на многе антибиотике. Више од 80 година гонореја је била лако излечива болест са једном дозом антибиотика. Међутим последњих деценија службе за истраживање јавног здравља уочиле су пораст случајева гонореје која не одговара на дотадашњу антибиотску терапију, а лечење  ових сојева резистентних на лекове постало је све горе.

## Историја
Временом, гонореја је развила резистенцију на готово све антибиотике који су се до сада преписивали за њено лечење, тако да је тренутно  остао само један препоручени третман као опција за лечење ове врло честе полно преносиве болести, и не зна се колико ће још дуго тај лек бити ефикасан.
Бактерија Neisseria gonorrhoeae први пут је идентификована 1879. године.  Слепило код новорођенчади, секундарни стерилитет код жена, озбиљно ожиљавање мокраћних путева код мушкараца – то су биле само неке од поседице нелеченог специфичног уретритиса – полно преносиве болести (ППБ) назване гонореја пре антибиотске ере.
Када је током 1940-их постао доступан ефикасан лек проатив гонореје пеницилини број оболелих значајно је смањен. Од тада неколико деценија  гонореја је била лако излечива болест са једном дозом антибиотика!    
Међутим до 1970-их  службе за истраживање јавног здравља уочиле су пораст случајева гонореје која не одговара на дотадашњу антибиотску терапију. Сојевеви резистентни пеницилин своју отпорност показали су кроз два механизма: 
- Резистенцију посредовану хромозомима (ЦМРНГ), која укључује мутацију пенА, која кодира протеин који везује пеницилин (ПБП-2); мтр, који кодира ефлукс пумпу која уклања пеницилин из ћелије; и пенБ, који кодира порине бактеријског ћелијског зида.
- Резистенцију посредовану пеницилиназом (ППНГ), која укључује стицање бета-лактамазе која се преноси плазмидом.[5]

Како Neisseria gonorrhoeae има висок афинитет за хоризонтални трансфер гена, постојање било ког соја отпорног на дати лек може се лако проширити и на друге сојеве.
После пеницилина флуорокинолони су постали терапијска линија друге генерације све док није постигнута резистенција кроз ефлукс пумпе и мутације на гирА ген, који кодира ДНК гиразу.
Цефалоспорини су треће генерација која се користе за лечење гонореје од 2007. године. Међутим убрзо су се појавили резистентни сојеви. Од 2010. године, препоручени третман је једна интрамускуларна ињекција цефтриаксона од 250 мг, понекад у комбинацији са азитромицином или доксициклином. Међутим, одређени сојеви ”Neisseria gonorrhoeae” временом су постали отпорни и на антибиотике који се данас обично користе за лечење. То укључује: цефиксим (орални цефалоспорин), цефтриаксон (цефалоспорин за ињекције), азитромицин, аминогликозиде и тетрациклин.

## Опште информације
Гонореја је брзо развила отпорност на све  антибиотике, док је једна класа антибиотика и половина свих инфекција  отпорно на најмање један антибиотик. Тестови за откривање отпорност није доступна у време лечења.
Гонореја се лако шири. Неки мушкарци и већина жена немају симптоме и можда не знају да су заражене, што погодује све већем  ширењу болести.
Нелечена гонореја може изазвати озбиљне и трајне последице здравствени проблеми код жена и мушкараца, укључујући ектопичну трудноће и неплодности, а може се проширити и у крв што доводи до кардиоваскуларних и неуролошких проблема.
Чињеница да је гонореја постала  резистентна на многе антибиотике подстакло је  научнике на  истраживању нових опција терапије. ЦДЦ  већ 30 година врши праћења трендова антибиотске резистенције и објављује водича за терапију ове болести. Многи људи који имају гонореју можда немају симптома, тако да правовремена дијагноза кроз рутину скрининг, уз брз и ефикасан третман, је потребна. ЦДЦ развија третман полно преносивих болести заснован на доказима, Смернице, које су камен темељац превенције полно преносивих болести и контролу. 
Чињеница је да је 30% нових инфекција бактеријом Neisseria gonorrhoeae резистентно на најмање један од до сада познатих лекова, од пет терапијских опција за лечење гонореје које је ЦДЦ предлагао 2006. године данас се користи  само један. Посебан проблем јавио се код пацијената са мултиплим алергијама на антибиотике.
У борби са овим ургентним здравственим проблемом ЦДЦ користи последња достигнућа у секвенцијалним техникама генома да “откључа” ДНА бактерије Neisseria gonorrhoeae, узрочника гонореје.
Тренутно се ради на идентификацији геномских мутација које су одговорне за антимикробијалну резистенцију Neisseria gonorrhoeae. Откривају се молекуларни тестови за детекцију антимикробијалне резистенције.

## Терапија
ЦДЦ за сада препоручује дуалну терапију или употребу два антибиотика истовремено са различитим механизмима деловања за појачање терапијске ефикасности и успоравање потенцијалног развоја резистенције на њих, и  честе коинфекције са Хламидијом, чије излечење дуална терапија подржава.
Све терапијске процедуре требало би спровести исти дан, уз обавезну  апстиненцију од сексуалне активности 7 дана послије терапије, или док сви сексуални партнери нису адекватно терапијски збринути (7 дана после примања терапије и повлачења симптома, ако постоје).

### Пеницилин
Бета-лактами попут пеницилина  широко су коришћени за лечење гонореје 1940-их.
Код овог лекова постоје три општа механизма који могу омогућити бактеријама да постану отпорне на бета-лактамске антибиотике:
- немогућност приступа/циљаног ензима/протеина који се везује за пеницилин (PBP).
- инхибиција везивања за протеин који се везује за пеницилин преко модификације ензима
- хидролиза/инактивација антибиотика бета-лактамазама.[13]

Прекомерна употреба пеницилина је допринела да Neisseria gonorrhoeae развије високу резистенцију на пеницилин кроз два главна механизма:
- хромозомима посредованом резистенцијом (CMRNG)
- резистенцијом посредованом пеницилиназом (PPNG).[5]

Хромозомски посредована резистенција се јавља кроз постепене промене током много година. Хромозомске мутације у генима  penA, mtr, и penB  су главни механизми за хромозомима посредоване резистенције. РenA ген кодира алтернативни протеин који везује пеницилин, PBP-2. Овај механизам спада под други општи механизам за бета-лактамску резистенцију. 
Протеини који се везује за пеницилин (PBP), такође познати као транспептидазе, су мете за бета-лактаме. Ови ензими (PBP) су укључени у синтезу пептидогликана који је главна компонента ћелијског зида бактерије. Протеина који се везује за пеницилин (PBP) унакрсно повезују аминокиселинске нити пептидогликана током синтезе. Обично бета-лактами везују протеина који се везује за пеницилин (PBP) и на тај начин инхибирају унакрсно повезивање пептидогликана. Када се то догоди, ћелијски зид бактерије је угрожен и често доводи до смрти ћелије.  Када Neisseria gonorrhoeae кодира penA, бета-лактами више не препознају нови протеин који се везује за пеницилин тип 2 (PBP/PBP-2 )који се синтетише, што чини бактерију отпорном.
Ген mtr (мултипли преносилац резистенција)  кодира за ефлукс пумпу.  Ефлукс пумпе посредују у отпорности на различита једињења укључујући антибиотике, детерџенте и боје.  Овај механизам спада у први општи механизам отпорности на бета-лактаме. Ген mtr  кодира протеин MtrD који је ефлукс пумпа за Neisseria gonorrhoeae.  Ове пумпе су протонски антипортери кроз које се антибиотик испумпава из ћелије док се протон упумпава у ћелију.
Ћелијски зид Neisseria gonorrhoeae садржи порине који су рупе у ћелијском зиду у којима неки молекули могу да дифундују у ћелијску мембрану или ван ње. Овај механизам спада у први општи механизам за бета-лактамску резистенцију. PenB ген кодира порине за Neisseria gonorrhoeae и када овај ген претрпи мутације, долази до смањења пермеабилности ћелијског зида за хидрофилне антибиотике попут пеницилина.
Резистенција изазвана пеницилиназом код Neisseria gonorrhoeae посредована је бета-лактамазом типа ТЕМ-1 која се носи са плазмидом и која потпада под трећи општи механизам за бета-лактамску резистенцију.  Описано је преко 200 бета-лактамаза и неке од њих су специфичне за антибиотике. Бета-лактамазом типа ТЕМ-1 је пеницилиназа специфична за пеницилине. Овај ензим ће се везати за бета-лактамски прстен који је структурна карактеристика бета-лактама и хидролизовати прстен, што чини антибиотик неактивним. Ширење резистенције на пеницилиназу било је много брже у поређењу са механизмима отпорности посредованим хромозомима. Плазмиди који садрже бета-лактамазом типа ТЕМ-1 могу се пренети са бактерије на бактерију нпр. коњугацијом.

### Тетрациклини
Тетрациклини су класа антибиотика који инхибирају синтезу протеина везивањем за рибозомалну подјединицу   бактеријских ћелија, спречавајући да се деси транскрипција генома бактерије.  Тетрациклини су бактериостатски, што значи да неу уништавају бактерије већ успоравају њихов раст.
Тетрациклини се често не препоручују за лечење Neisseria gonorrhoeae јер режим лечења захтева много доза, што може утицати на усаглашеност и допринети резистенцији. Међутим тетрациклин се још увек користи за лечење ове инфекције у земљама у развоју јер је цена лека ниска.
Као и код отпорности на пеницилин, мутације penB гена (формирање порина) и  mtr  гена (формирање ефлуксне пумпе) посредују у хромозомској резистенцији. Ове адаптације ће такође утицати на способност антибиотика да уђе или остане у бактеријској ћелији.
Иако је висок ниво отпорности Neisseria gonorrhoeae на тетрациклине први пут је забележен 1986. године када је откривена тетМ детерминанта,  до данас механизам отпорности  тетрациклина још увек је непознат.

### Цефалоспорини
Цефтриаксон и цефиксим су цефалоспорини треће генерације и често се користе као терапија за инфекције Neisseria gonorrhoeae.  Цефалоспорини су део веће бета-лактамске породице антибиотика. Показало се да је новооткривени сој Neisseria gonorrhoeae  Х041, отпоран на овај антибиотик првобитно изолован из тела комерцијалне сексуалне раднице у Јапану.
Могући механизми резистенције на овај антибиотик су следећи:
- промена више од четири аминокиселине на Ц-терминалном крају ПБП-2,[17] што може довести до тога да антибиотик не мође да се веже за своју мету

- мутације у промоторским регионима mtr  гена, што доводи до прекомерне експресије гена који кодирају за ефлукс пумпе

- мутације у гену penB који кодира бактеријски порин. Овај облик резистенције је примећен само код цефтриаксона који се примењује интрамускуларном ињекцијом.

### Аминогликозиди
Neisseria gonorrhoeae је такође показала резистенцију на аминогликозидну класу антибиотика. Ови антибиотици се везују за 16с рРНА 30С подјединице бактеријског рибозома,  чиме се зауставља транскрипција бактеријског генома. 
Сматра се да се резистенција стиче путем механизама везаних за порин, слично као механизам резистенције на цефалоспорине. Овај механизам доводи до инхибиције приступа антибиотика бактеријској ћелији. 
Постоји могућност да се у будућности примени ензим (произведен од стране бактерије) који ће моћи да денатурише и инактивира аминогликозиде.